# Babe I'm Gonna Leave You
"Babe I'm Gonna Leave You" là ca khúc nhạc folk được viết bởi Anne Bredon (hay còn được biết tới dưới nghệ danh Anne Johannsen) vào cuối những năm 1950. Ca khúc này được thu âm lần đầu bởi Joan Baez (trở nên nổi tiếng tới mức nhiều người tưởng lầm là sáng tác của cô) và được đưa vào album Joan Baez in Concert, Part 1 (1962), và sau đó là ban nhạc rock người Anh, Led Zeppelin, trong album đầu tay của họ Led Zeppelin (1969). Một số bản thu nổi tiếng khác của ca khúc này có thể kể tới của The Plebs (1964 Decca Records UK/MGM Records USA), The Association năm 1965 (và ấn bản trực tiếp vào năm 1970) và ban nhạc pop Mark Wynter. Quicksilver Messenger Service cũng từng thu ca khúc này vào năm 1967, và ban nhạc Man sau đó hát lại ấn bản của QMS trong album Maximum Darkness (1976).